# Udo Jürgens
Udo Jürgens (tên thật là Udo Jürgen Bockelmann; sinh ngày 30 tháng 9 năm 1934 – mất ngày 21 tháng 12 năm 2014) là một nhà soạn nhạc và ca sĩ nhạc pop người Áo với sự nghiệp kéo dài tới 50 năm. Ông ta đã viết hơn 1000 bản nhạc và nhạc ông đã bán được hơn 100 triệu đĩa. Năm 2007 ông có thêm quốc tịch Thụy Sĩ.
Ông thường trình diễn loại nhạc pha trộn giữa nhạc Schlager, Chanson và Pop. Năm 1966, Udo Jürgens là người Áo đầu tiên đoạt được giải Eurovision Song Contest với bản nhạc Merci, Chérie.

## Xuất thân

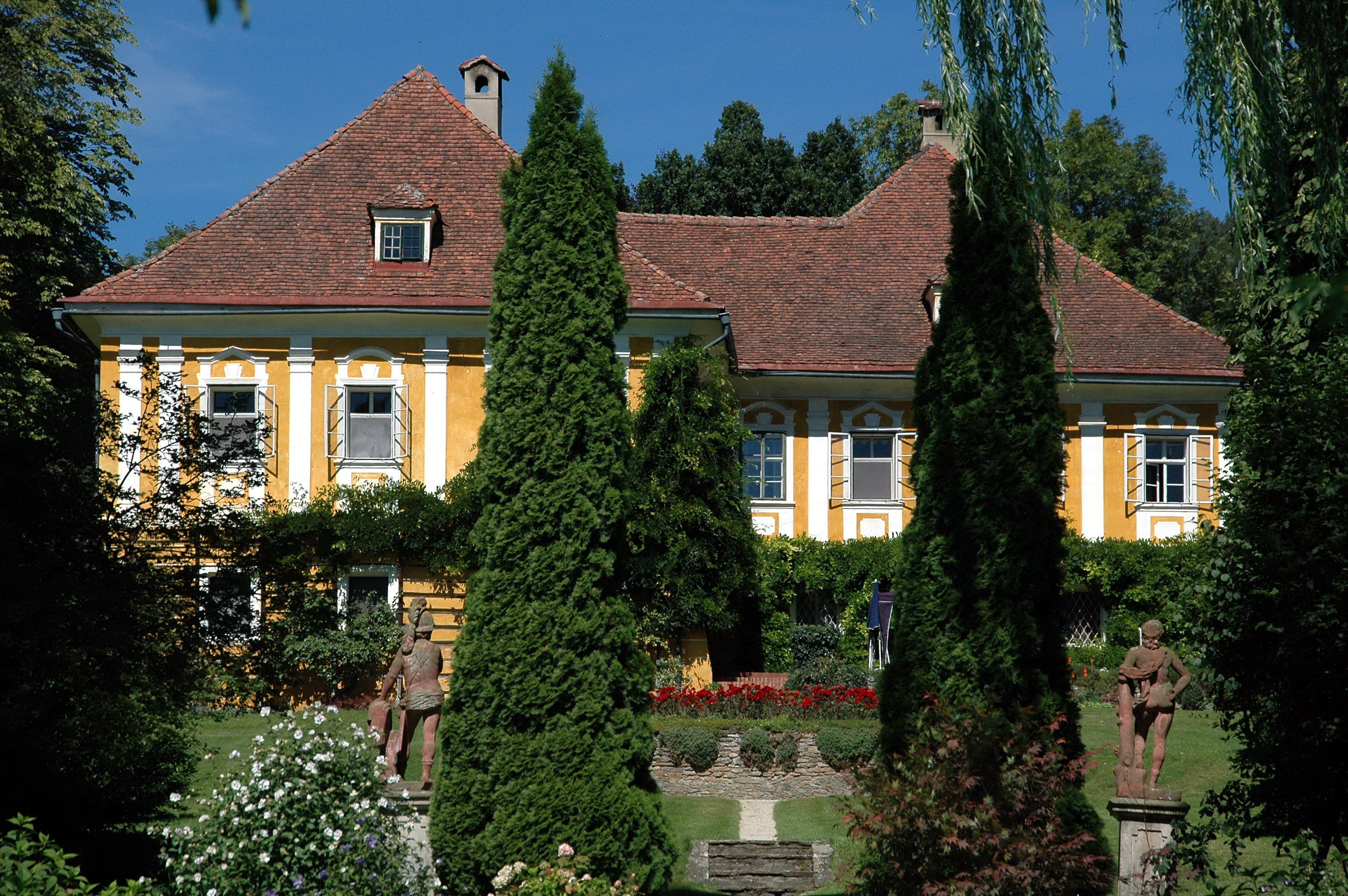
Lâu đài Ottmanach tại xã Magdalensberg

Mẹ Udo Jürgens tên là Käthe, nhũ danh Arp, xuất phát từ Prasdorf ở Schleswig-Holstein. Anh em bà là Hans Arp, một trong những họa sĩ, và điêu khắc gia tiêu biểu nhất của phong trào Dada và Chủ nghĩa siêu thực. Cha ông Rudolf là con trai của một giám đốc nhà băng Heinrich Bockelmann sinh ngày 14 tháng 12 năm 1904 tại Moskva và lánh nạn, khi thế chiến thứ Nhất xảy ra, với cha mẹ ở Thụy Điển. Sau cuộc chiến cha mẹ ông về ở lâu đài Ottmanach ở Kärnten, chỗ mà ông nội ông đã tặng cho 5 người con trai của mình. Cha ông từ năm 1938 cho tới 1945 cũng như từ 1954 tới 1958 xã trưởng xã Magdalensberg. Một người chú của ông, Werner Bockelmann (SPD), từ 1957 tới 1964 là thị trưởng của Frankfurt am Main. Hai người chú khác của Udo Jürgens, Erwin Bockelmann và Jonny Bockelmann buôn bán dầu hỏa. Bản nhạc Mein Bruder ist ein Maler viết về người anh em Manfred Bockelmann là một họa sĩ và nhiếp ảnh gia có tiếng.

## Thời thơ ấu
Jürgens lớn lên trong lâu đài Ottmanach của cha mẹ ở Magdalensberg tại Kärnten cùng với 2 anh em John (1931–2006) và Manfred. Ông ban đầu tự học chơi dương cầm, một thời gian sau mới được dạy. Theo hồi ký Der Mann mit dem Fagott (Người đàn ông với cây kèn Pha-gốt), trong nhóm thiếu niên Hitler ông có lần bị một huynh trưởng cho một bạt tai thật nặng khiến ông cho tới giờ một bên tai không được nghe rõ ràng. Ông đã rời trường học một năm trước khi lấy tú tài. Sau này ông học nhạc tại Mozarteum ở Salzburg.

## Gia đình
Từ 1964 cho tới 1989 Jürgens lập gia đình với người mẫu Erika Meier. Từ cuộc hôn nhân này ông có hai người con, John Jürgens (* 20. tháng 2 năm 1964) và Jenny Jürgens (* 22. tháng 1 năm 1967), cả hai bây giờ cũng là nghệ sĩ. Ngoài ra Udo Jürgens còn có hai người con gái rơi.

## Các đĩa nhạc
- Portrait in Musik 1. Folge (1965)
- Siebzehn Jahr, blondes Haar (1965)
- Francoise und Udo (1966)
- Merci, Chérie (1966 - Eurovison)
- Portrait in Musik 2. Folge (1967)
- Was ich Dir sagen will (1967)
- Udo (1968)
- Mein Lied für Dich (1968)
- Udo Live (1969)
- Udo '70 (1969)
- Udo '71 (1970)
- Zeig mir den Platz an der Sonne (1971)
- Helden, Helden (Musical) (1972)
- Ich bin wieder da (1972)
- Udo heute (1974)
- Meine Lieder (1975)
- Udo '75 (Ein neuer Morgen) (1975)
- Meine Lieder 2 (1976)
- Meine Lieder '77 (1977)
- Buenos Días Argentina (Football World-Championship) (1978)
- Udo '80 (1979)
- Udo 1957–60 (1980)
- Nur ein Lächeln (1980)
- Leave a little love (1981)
- Willkommen in meinem Leben (1981)
- Udo Live - Lust am Leben (1981)
- Silberstreifen (1982)
- Traumtänzer (1983)
- Hautnah (1984)
- Treibjagd (1985)
- Deinetwegen (1986)
- Das Livekonzert '87 (1987)
- Das blaue Album (1988)
- Ohne Maske (1989)
- Live ohne Maske (1990)
- Sempre Roma (Football World-Championship) (1990)
- Das Traumschiff (Soundtrack) (1990)
- Open Air Symphony (1992)
- Geradeaus (1992)
- Cafe Größenwahn (1993)
- 140 Tage Cafe Größenwahn Tour 94/95 (1994)
- Zärtlicher Chaot (1995)
- Gestern-Heute-Morgen (1996)
- Gestern-Heute-Morgen Live '97 (1997)
- Ich werde da sein (1999)
- Mit 66 Jahren (Was wichtig ist) (2000)
- Mit 66 Jahren Live 2001 (2001)
- Es lebe das Laster (2002)
- Es Lebe das Laster - Udo Live (2004)
- Es werde Licht (2003)
- Jetzt oder nie (2005)
- Der Solo-Abend (2005)
- Jetzt Oder Nie - Live 2006 (2006)
- Einfach ich (2008)
- Einfach ich - live 2009 (2009)
- Best Of (2009)
- Der ganz normale Wahnsinn (2011)
- Der Mann mit dem Fagott (soundtrack) (2011)
- Der ganz normale Wahnsinn - LIVE (2012)
- Best Of Live - Die Tourneehöhepunkte - Vol. 1 (2013)
- Mitten im Leben (2014)